# Leucodecton glaucescens
Leucodecton glaucescens är en lavart som först beskrevs av William Nylander och som fick sitt nu gällande namn av Andreas Frisch. 
Leucodecton glaucescens ingår i släktet Leucodecton och familjen Graphidaceae. Inga underarter finns listade i Catalogue of Life.